# Эр-Эркеншвикк
Эр-Эркеншвикк (нем. Oer-Erkenschwick) — город в Германии, в земле Северный Рейн-Вестфалия.
Подчинён административному округу Мюнстер. Входит в состав района Реклингхаузен.  Население составляет 30 312 человек (на 31 декабря 2010 года). Занимает площадь 38,8 км². Официальный код  —  05 5 62 028.

## Фотографии

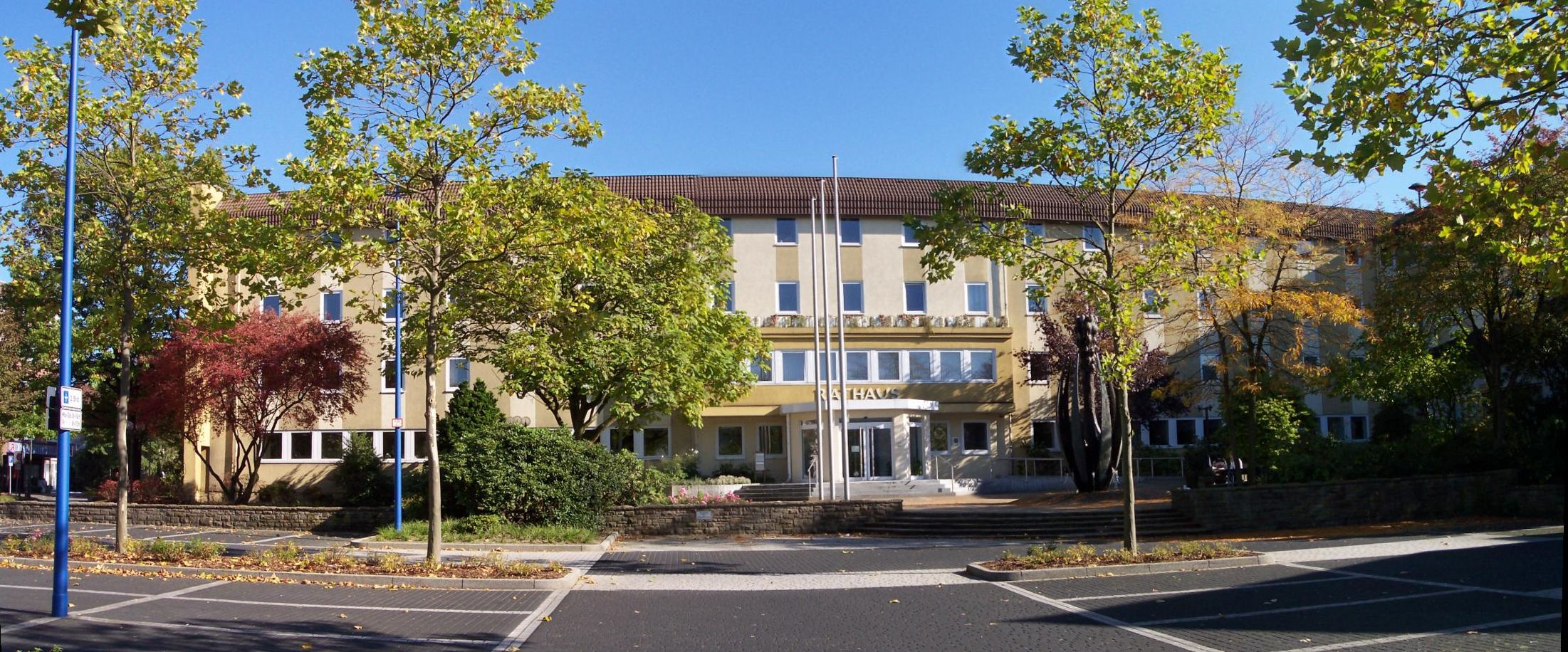
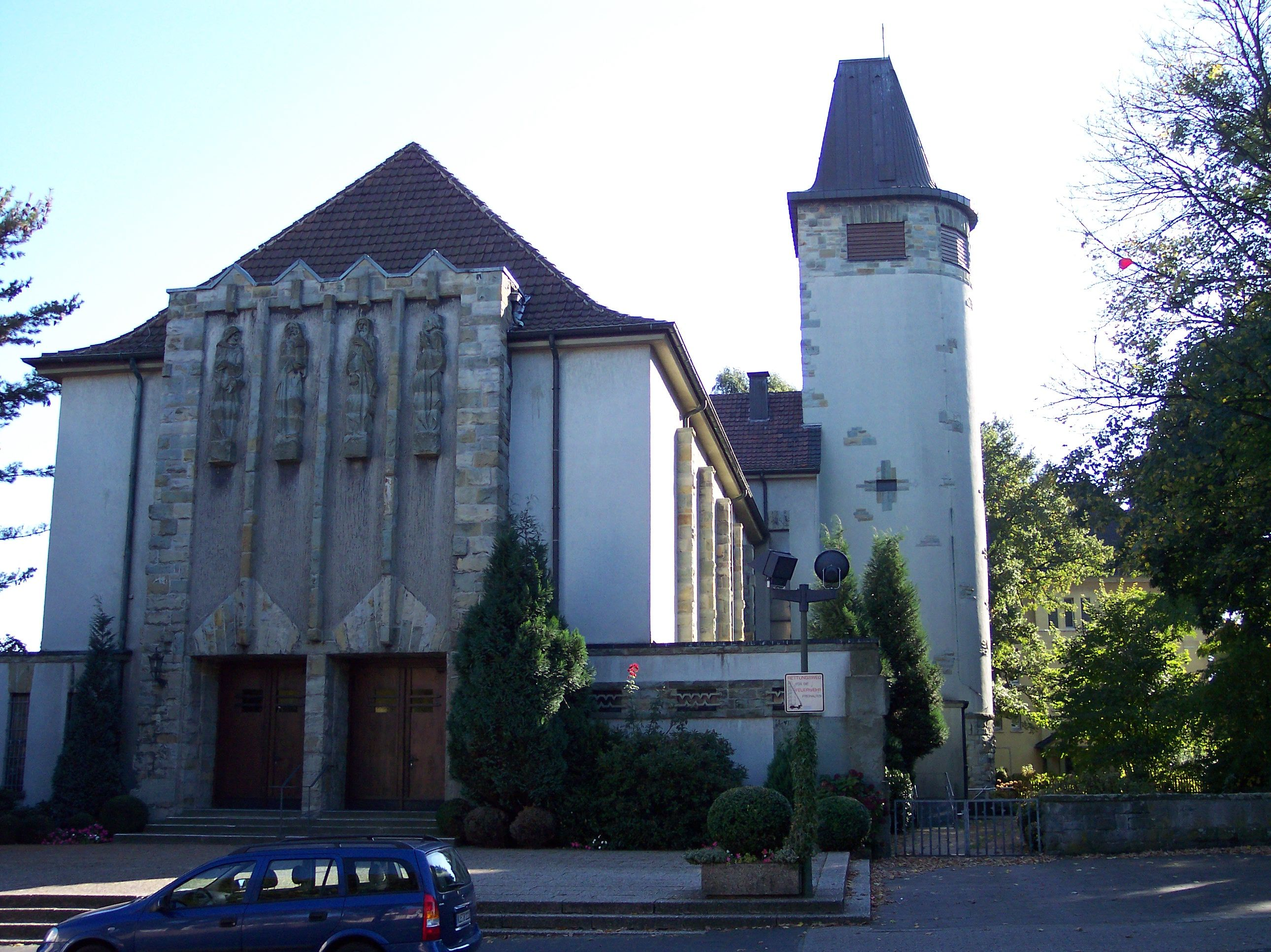
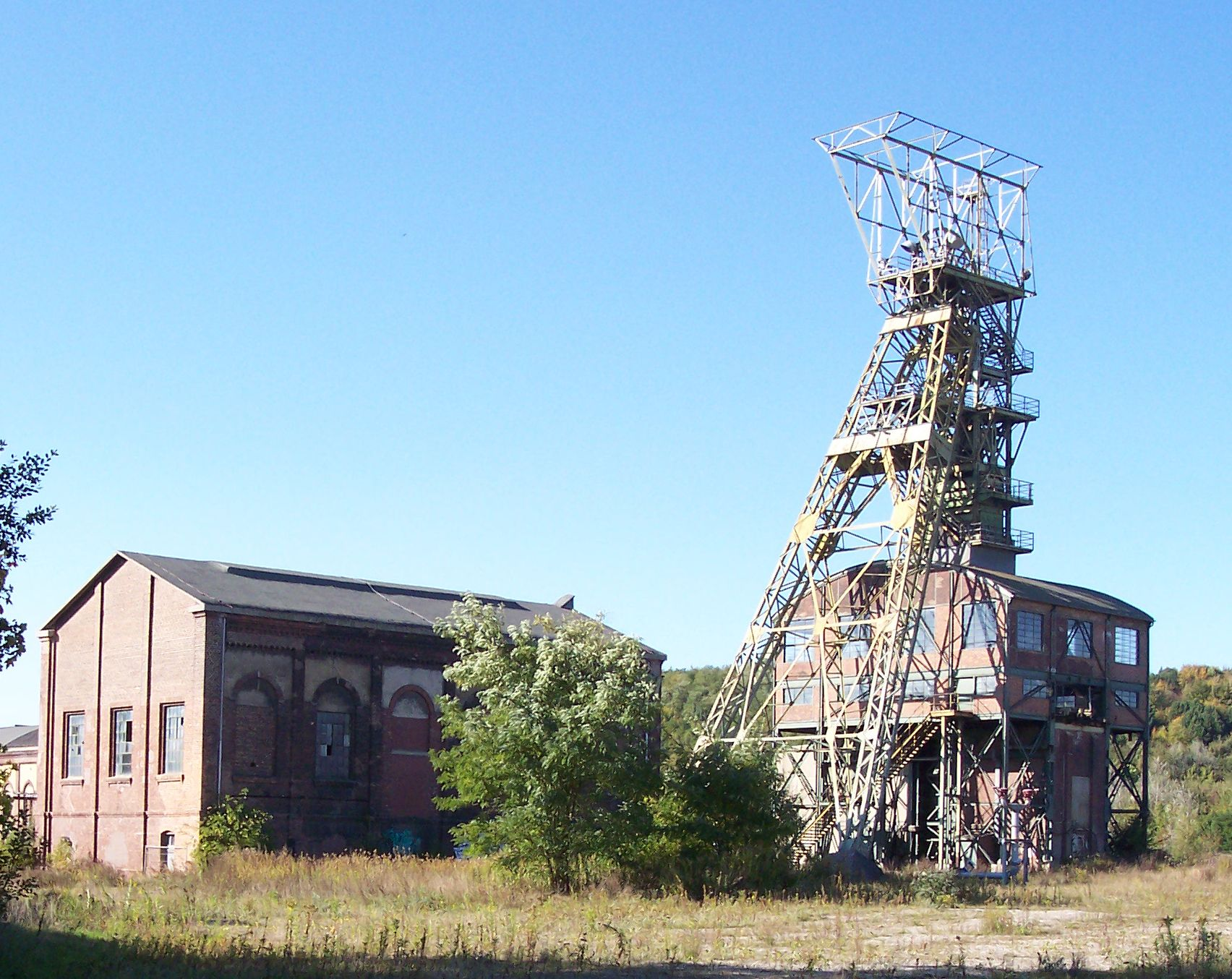